# Octobranchus myunus
Octobranchus myunus är en ringmaskart som beskrevs av Anne D. Hutchings och Peart 2000. Octobranchus myunus ingår i släktet Octobranchus och familjen Trichobranchidae. Inga underarter finns listade i Catalogue of Life.